# Грод
Грод — князь та правитель кутригурів (гунів) в Оногурії (Patria Onoguria) між 520 та 528 роками. Ці племена мешкали в Північному Причорномор'ї (сучасні терени України). Також заснував гуннську династію архонтів (зі статусом царя залежного від Візантії) Боспору.

## Життєпис
Гунський князь Ернак мав двох синів. Один називався Утигур, а інший звався Кутрігур. Після смерті батька вони розділили владу і дали свої імена підданим народам, так що навіть у наші дні деякі з них називаються утигури, а решта — кутригури. Після Кутрігура почав правити Грод.
Поїхав до Візантії за військовою та політичною підтримкою. 528 року Грод навернувся до християнства в Константинополі. Легенди передають, що своїм хрещеним батьком він мав візантійського імператора Юстиніана I. За дорученням імператора прибув до своєї країни (десь поблизу Меотіди), щоб оберігати Боспор (отримав титул боспорського архонту), а в самому місті розмістився візантійський гарнізон. Після свого повернення в Скіфію Чорноморську, він переміг свого брата і намагався нав'язати християнство своїм співвітчизникам. Водночас став володарем Боспорського царства, яке охоплювало Керченський та Таманський півострова.
Після чого і гуни переходять частиною в християнство, утворюється держава, яка має правильно організоване військо, князь Грод мав власну карбовану монету, яку карбував з гунських золотих і срібних ідолів. Проте внаслідок змови гунських жерців Грода було вбито. За словами візантійського літописця Феофана Сповідника, після цього гуни-утургури захопили Боспор, що підтверджується матеріалами археологічних досліджень. Виходячи із писемних джерел, ці події слід датувати 527/528 або 534 роками.
Повсталі гуни вбили Грода, всіх християн і візантійський гарнізон. 530 року Грода змінив його брат Мугел. Невдовзі імператор Юстиніан I затвердив безпосередньо свою владу на Боспорі, надіславши сюди візантійські війська, що перебив бунтівних гунів. Не пізніше 534 року імператор Юстиніан І відновив на Боспорі владу Візантії, і, таким чином, влада Візантії протрималася тут до VI століття.